# マエアカスカシノメイガ
マエアカスカシノメイガ（前赤透野螟蛾、Palpita nigropunctalis）は、チョウ目・ツトガ科（あるいはメイガ科）に属するガの一種。

## 特徴
体長2センチメートルほどの小さなガ。前翅前縁が赤褐色で、翅には鱗粉が少なく透けて見える。光の当たり具合によっては、CDの裏のような構造色を見ることもできる。
北海道から沖縄までの日本全国に生息している。幼虫の食樹がキンモクセイなので、市街地に多い。

## 生活史
幼虫は薄い緑色の小さなイモムシである。集団発生することもないうえに個体そのものも小さいので、食樹を枯死させるほどの被害はまずない。
成虫はおもに昼間に活動するが、夜に灯火に飛来することもある。成虫で越冬する。